# Sandra Silva
Pour les articles homonymes, voir Silva.
Sandra Cristina Castro Silva, née le 17 janvier 1975, est une footballeuse internationale portugaise qui jouait au poste de milieu. Elle est surnommée "Figo", durant sa carrière de joueuse. Elle compte 83 sélections en équipe du Portugal. Durant sa carrière au Boavista FC,elle endosse le rôle d'entraîneur à plusieurs reprises, durant des interrègnes. Elle a pour profession, celle de professeur d'éducation physique. En 2012, elle entre à la Fédération portugaise de football en tant que secrétaire- porte parole de la commission du football féminin.

## Biographie

### La joueuse
Elle commence sa carrière à 17 ans, en 1991 au Clube Académico de Espinho, qui évolue en première division. Puis elle rejoint l'AD Argoncilhe et l'ADC Lobão, avant de s'installer à Porto sous l'emblème des panteras en 1994. Néanmoins elle termine cette saison au sein de son club précédent. De retour au Boavista, où elle est surnommée Figo. Elle y reste 20 saisons remportant deux titres de championne, et une coupe du Portugal. Avec cette longévité elle devient l'un des symboles du football féminin des axadresadas, dont elle porte le brassard du capitaine.

### L'entraîneuse
Après la démission d'Anabela Silva, Fernanda Silva, alias "Nanda" et Sandra Silva, alias "Figo" sont nommées entraîneurs des athlètes du Boavista FC. Elles sont les deux prot&gonistes qui ont empêché le démantèlement de l'équipe de football féminin, quelques années auparavant, sous la direction d'António Marques, qui les a nommés pour gérer le Département, et assurer la poursuite du football féminin au Boavista.
Au terme de sa carrière de joueuse elle se lance auprès d'Alfredina Silva, dans une carrière de technicienne du football en devenant son adjointe pour la saison 2015-2016. Après 3 saisons passées auprès de son ex coéquipière, le bilan reste mitigé, obtenant comme meilleur résultat une demi-finale de la Coupe du Portugal féminine de football 2015-2016. Le Boavista  se restructure, Fernanda Silva, devient vice-présidente des modalités amateurs et directrice du football féminin, Alfredina Silva, devient directrice technique de l'équipe senior et coordinatrice de l'ensemble de la structure technique des différents niveaux. Et Sandra Silva, intègre la structure technique et directrice du football féminin.

## Statistiques

### En club
| Saison                | Club                  | Championnat           | Championnat | Championnat | Coupe(s) nationale(s) | Coupe(s) nationale(s) | Compétition(s) continentale(s) | Compétition(s) continentale(s) | Compétition(s) continentale(s) | Sélection | Sélection | Sélection | Total | Total |
| Saison                | Club                  | Division              | M.          | B.          | M.                    | B.                    | Comp.                          | M.                             | B.                             | Équipe    | M.        | B.        | M.    | B.    |
| 1991-92               | CA Espinho            | Taça Nacional         | -           | -           | -                     | -                     | -                              | 0                              | 0                              | -         | 0         | 0         | 0     | 0     |
| Sous-total            | Sous-total            | Sous-total            | -           | -           | -                     | -                     | -                              | 0                              | 0                              | -         | 0         | 0         | 0     | 0     |
| 1992-93               | AD Argoncilhe         | Taça Nacional         | -           | -           | -                     | -                     | -                              | 0                              | 0                              | -         | 0         | 0         | 0     | 0     |
| Sous-total            | Sous-total            | Sous-total            | -           | -           | -                     | -                     | -                              | 0                              | 0                              | -         | 0         | 0         | 0     | 0     |
| 1993-94               | ADC Lobão             | Nacional Feminino     | -           | -           | -                     | -                     | -                              | 0                              | 0                              | -         | 0         | 0         | 0     | 0     |
| Sous-total            | Sous-total            | Sous-total            | -           | -           | -                     | -                     | -                              | 0                              | 0                              | -         | 0         | 0         | 0     | 0     |
| 1994-95               | Boavista FC           | Nacional Feminino     | -           | -           | -                     | -                     | -                              | 0                              | 0                              | A         | 2         | 0         | 2     | 0     |
| Sous-total            | Sous-total            | Sous-total            | -           | -           | -                     | -                     | -                              | 0                              | 0                              | -         | 2         | 0         | 2     | 0     |
| 1995-96               | ADC Lobão             | Nacional Feminino     | -           | -           | -                     | -                     | -                              | 0                              | 0                              | A         | 10        | 0         | 10    | 0     |
| Sous-total            | Sous-total            | Sous-total            | -           | -           | -                     | -                     | -                              | 0                              | 0                              | -         | 2         | 0         | 2     | 0     |
| 1995-96               | Boavista FC           | Nacional Feminino     | -           | -           | -                     | -                     | -                              | 0                              | 0                              | A         | 8         | 0         | 8     | 0     |
| 1996-97               | Boavista FC           | Nacional Feminino     | -           | -           | -                     | -                     | -                              | 0                              | 0                              | A         | 7         | 0         | 7     | 0     |
| 1997-98               | Boavista FC           | Nacional Feminino     | -           | -           | -                     | -                     | -                              | 0                              | 0                              | A         | 11        | 0         | 11    | 0     |
| 1998-99               | Boavista FC           | Nacional Feminino     | -           | -           | -                     | -                     | -                              | 0                              | 0                              | A         | 6         | 0         | 6     | 0     |
| 1999-00               | Boavista FC           | Nacional Feminino     | -           | -           | -                     | -                     | -                              | 0                              | 0                              | A         | 10        | 0         | 10    | 0     |
| 2000-01               | Boavista FC           | Nacional Feminino     | -           | -           | -                     | -                     | -                              | 0                              | 0                              | A         | 6         | 0         | 6     | 0     |
| 2001-02               | Boavista FC           | Nacional Feminino     | -           | -           | -                     | -                     | -                              | 0                              | 0                              | A         | 10        | 1         | 10    | 1     |
| 2002-03               | Boavista FC           | Nacional Feminino     | -           | -           | -                     | -                     | -                              | 0                              | 0                              | A         | 6         | 0         | 6     | 0     |
| 2003-04               | Boavista FC           | Nacional Feminino     | -           | -           | -                     | -                     | -                              | 0                              | 0                              | A         | 10        | 0         | 10    | 0     |
| 2004-05               | Boavista FC           | Nacional Feminino     | -           | -           | -                     | -                     | -                              | 0                              | 0                              | A         | 3         | 0         | 3     | 0     |
| 2005-06               | Boavista FC           | Nacional Feminino     | -           | -           | -                     | -                     | -                              | 0                              | 0                              | A         | 3         | 0         | 3     | 0     |
| 2006-07               | Boavista FC           | Nacional Feminino     | -           | -           | -                     | -                     | -                              | 0                              | 0                              | -         | 0         | 0         | 0     | 0     |
| 2007-08               | Boavista FC           | Nacional Feminino     | -           | -           | -                     | -                     | -                              | 0                              | 0                              | -         | 0         | 0         | 0     | 0     |
| 2008-09               | Boavista FC           | Nacional Feminino     | -           | -           | -                     | -                     | -                              | 0                              | 0                              | -         | 0         | 0         | 0     | 0     |
| 2009-10               | Boavista FC           | Nacional Feminino     | -           | -           | 2                     | 1                     | -                              | 0                              | 0                              | -         | 0         | 0         | 2     | 1     |
| 2010-11               | Boavista FC           | Nacional Feminino     | 9           | 3           | 1                     | 0                     | -                              | 0                              | 0                              | -         | 0         | 0         | 10    | 3     |
| 2011-12               | Boavista FC           | Nacional Feminino     | 12          | 5           | -                     | -                     | -                              | 0                              | 0                              | -         | 0         | 0         | 12    | 5     |
| 2012-13               | Boavista FC           | Nacional Feminino     | 9           | 8           | 2                     | 1                     | -                              | 0                              | 0                              | -         | 0         | 0         | 11    | 9     |
| 2013-14               | Boavista FC           | Nacional Feminino     | -           | -           | -                     | -                     | -                              | 0                              | 0                              | -         | 0         | 0         | 0     | 0     |
| 2014-15               | Boavista FC           | Nacional Feminino     | -           | -           | -                     | -                     | -                              | 0                              | 0                              | -         | 0         | 0         | 0     | 0     |
| Sous-total            | Sous-total            | Sous-total            | 30          | 16          | 5                     | 2                     | -                              | 0                              | 0                              | -         | 80        | 1         | 115   | 19    |
| Total sur la carrière | Total sur la carrière | Total sur la carrière | 30          | 16          | 5                     | 2                     | -                              | 0                              | 0                              | -         | 84        | 1         | 119   | 19    |

Statistiques actualisées le 25 avril 2020

### En sélection nationale
Figo représente pendant près de 11 ans l'équipe nationale, ayant disputé un total de 84 matchs, dont trois en tant que capitaine, et marqué un but. 
Elle débute en sélection le 15 juin 1995, contre l'Islande, avec une victoire 2 buts à 1. Elle entre à la 71e minute remplaçant Maria João Xavier. Par la suite, elle engrange 84 sélections d'affilée jusqu'en 2006, jusqu'à un match opposant la sélection das Quinas à la sélection de Biélorussie, avec une défaite 1 à 0.
| Matches officiels de Carolina Mendes en sélections portugaises | Matches officiels de Carolina Mendes en sélections portugaises | Matches officiels de Carolina Mendes en sélections portugaises | Matches officiels de Carolina Mendes en sélections portugaises | Matches officiels de Carolina Mendes en sélections portugaises |
| Club                                                           | V.                                                             | N.                                                             | D.                                                             | Buts                                                           |
| -------------------------------------------------------------- | -------------------------------------------------------------- | -------------------------------------------------------------- | -------------------------------------------------------------- | -------------------------------------------------------------- |
| Portugal A (84 matchs: 100.00 %)                               | 18 (21.43 %)                                                   | 9 (10.71 %)                                                    | 57 (67.86 %)                                                   | 1 (100.00 %)                                                   |
| Total                                                          | 18 (21.43 %)                                                   | 9 (10.71 %)                                                    | 57 (67.86 %)                                                   | 1                                                              |

#### Buts en sélection du Portugal A
Elle marque son premier et seul but en sélection, à la 52e minute, lors d'un match face à la Grèce, comptant pour un tournoi international, le Torneio Internacional Vale do Tejo Feminino 2002, durant lequel le Portugal  arrive en finale, perdant face à la Russie, 2 à 1.
| Sélections | Date            | Stade                                     | Adversaire | Résultat | Compétition                                      | Buts |
| ---------- | --------------- | ----------------------------------------- | ---------- | -------- | ------------------------------------------------ | ---- |
| 55e        | 21 janvier 2002 | Estádio Municipal de Rio Maior, Rio Maior | Grèce      | 3 – 0    | Torneio Internacional Vale do Tejo Feminino 2002 | 1    |

## Palmarès

### Joueuse

#### Avec leBoavista FC
- Championne du Nacional Feminino : 2 fois — 1994-95 et 1996-97.
- Vainqueur de la Coupe du Portugal : 1  fois — 2012-13.
- Vice-championne du Nacional Feminino : 6 fois — 1997-98, 1998-99, 2006-07, 2007-08, 2008-09 et 2010-11.
- Finaliste de la Coupe du Portugal : 3  fois — 2006-07, 2008-09 et 2009-10.

#### Avec l'ADC Lobão
- Championne du Nacional Feminino : 1 fois — 1995-96.
- Vice-championne du Nacional Feminino : 1 fois — 1993-94.